# Big L
Big L, pseudonimo di Lamont Coleman (New York, 30 maggio 1974 – New York, 15 febbraio 1999), è stato un rapper statunitense.
Nonostante la breve carriera e un solo album in studio pubblicato da solista prima della sua morte, il suo talento e le sue abilità come freestyler e  punchliner lo portarono in seguito ad essere considerato uno dei migliori rapper mai vissuti, a tal punto da essere diventato un punto di riferimento e ispirazione per svariati artisti attuali; fu ucciso in una sparatoria nel 1999, pochi giorni prima della sua entrata ufficiale nella Roc-A-Fella Records di Jay-Z, e per questo è entrato nella "mitologia" dell'Hip hop statunitense.

## Biografia

### Primi anni
Lamont Coleman nacque da Gilda Terry il 30 maggio 1974, nel quartiere di Harlem, a New York. Da adolescente ebbe modo di apprezzare il talento di gruppi come i Run DMC, i Cold Crush Brothers e di artisti come Big Daddy Kane. Imparò a comporre strofe nel parco vicino a casa, tra la 104th West e la 139th Street. Mentre studiava alla Julia Richmond High School, gli amici cominciarono a chiamarlo Big L, ovvero Big Lamont, per sostituire il suo soprannome da ragazzo, Little Lamont. Big L disse dei suoi primi passi nella scena hip-hop: 
Big L continuò a perfezionarsi in quello che da passatempo stava divenendo un'occupazione a tempo pieno.

### Il periodo D.I.T.C.
Big L era ancora alle superiori quando attirò l'attenzione di Lord Finesse nel retro di un negozio di dischi di New York. Lord Finesse era, con Joe "Diamond D" Kirkland e Rodney "Showbiz" Lemay, il fondatore della Diggin' in the Crates Crew. La prima apparizione di Big L fu sul lato B di Party Over Here di Lord Finesse nel 1992, con il pezzo Yes, You May (remix). Presto L divenne un membro ufficiale della D.I.T.C., che comprendeva molti produttori, deejay ed MC di New York, provenienti da diversi quartieri. Nella D.I.T.C. vi erano O.C., Lord Finesse, Diamond D, Showbiz, A.G., Fat Joe, Buckwild e Big L. I suoi primi successi con la D.I.T.C. portarono alla firma per l'etichetta Columbia nel 1992. Apparve regolarmente sugli album successivi dei membri della D.I.T.C. e contribuì anche ai lavori dei Success-n-Effect. Tra le sue apparizioni con il gruppo, da notare sono quelle sul singolo Dignified Soldiers e sul loro LP senza titolo, che alcuni ricordano come Worldwide.

### Il primo album e gli anni successivi
Nel 1995 pubblicò il suo album di debutto, Lifestylez ov da Poor & Dangerous. L'album conteneva apparizioni di diversi artisti, quali Kid Capri, Lord Finesse, Cam'ron e Jay-Z. Dall'album furono tratti due singoli, MVP e Put It On; entrambi raggiunsero la posizione 25 di Billboard's Hot Rap Tracks.
Dal 1997 al 1999 Big L lavorò al secondo album, The Big Picture. Fu pubblicato postumo nell'estate del 2000 ed ebbe ottime recensioni da parte della critica. I due singoli, Ebonics e Flamboyant, raggiunsero entrambi il primo posto nelle classifiche. L'album si avvaleva di numerose collaborazioni, tra cui Fat Joe, Tupac Shakur, e Big Daddy Kane. The Big Picture raggiunse nel 2000 il traguardo del disco d'oro. Jay-Z dichiarò che Big L era sul punto di firmare per la Roc-A-Fella Records, quando morì. I due erano legati da stima reciproca, dai tempi di una gara di freestyle alla radio e dell'apparizione di Jay-Z sul primo album di Big L.

### La morte
La sera del 15 febbraio 1999 Big L venne ucciso con nove colpi da arma da fuoco mentre si trovava all'angolo tra la 45 West e la 139a strada, a Harlem. Sette dei proiettili vennero sparati al volto mentre gli altri due al petto.  
Le indagini portarono molti a pensare che Coleman venne ucciso a causa di affari illeciti del fratellastro maggiore, Leroy "Big Lee" Phinazee, che al tempo della sparatoria si trovava in prigione. Gerarld Woodley, amico d’infanzia di Coleman, venne arrestato tre mesi dopo per il crimine, venendo poi rilasciato per mancanza di prove e con l’assenza di testimoni oculari della sparatoria il caso rimane ufficialmente irrisolto. 
Nel 2017, Lou Black, cugino di Gerard Woodley, ha pubblicato Ethylene: The Rise and Fall of The 139th St. NFL Crew. Il libro descrive in dettaglio le interazioni di prima mano di Black con la NFL Crew e Big L. Nel libro, Black afferma che Leroy "Big Lee" Phinazee, il fratellastro maggiore di Coleman e leader della NFL Crew, ha violato la sua libertà vigilata quando è stato trovato in possesso di un'arma illegale ed è stato condannato al carcere. Secondo Black, mentre era in prigione, Phinazee ha incontrato e contratto un sicario di Brooklyn per uccidere tre membri della NFL tra cui Woodley. Phinazee aveva incaricato Big L di identificare gli obiettivi al sicario. Il giorno in cui l'omicidio è stato pianificato, Woodley ha notato che il sicario lo stava seguendo e lo ha spaventato con successo. Per quanto riguarda Coleman, il fatto di esser stato avvistato assieme al sicario nei giorni precedenti e successivi, portò Woodley a presumere che avesse avuto ruolo nel tentativo di omicidio e circa una settimana dopo il tentativo di assassinio di Woodley, Big L è stato ucciso. Black non ha specificato se Woodley ha ucciso personalmente Big L.   
Una volta scarcerato nel 2002, Leroy Phinazee iniziò a fare ricerche riguardo l’omicidio del fratello, arrivando ad avere uno scontro con un uomo chiamato “Stash”, che si riteneva aver aiutato Woodley a nascondersi dopo l'omicidio di Coleman; Stash perse la calma alle minacce provocatorie di Phinazee e aprì il fuoco su quest ultimo, Phinazee, che era conosciuto anche per avere una forza sovrannaturale, afferrò Stash per la gola mentre proiettile dopo proiettile penetrava il suo torso, finché morente, lasciò la presa collassando a terra. Phinazee fu ucciso nella medesima strada dove il fratello aveva trovato la morte. Stash verrà in seguito arrestato e condannato a 36 anni di carcere, dove è detenuto tuttora.
In quella che sembra la continuazione di una faida, il 24 giugno 2016 Woodley, appena rientrato ad Harlem, venne ucciso con svariati colpi di arma da fuoco alla testa e alla schiena.
Il 24 giugno 2019 venne ucciso a colpi di arma da fuoco il figlio ventinovenne di Phinazee e nipote di Big L, Leroy Phinazee Jr., a soli due isolati dalla strada dove trovarono la morte il padre e lo zio, esattamente tre anni dopo la morte di Woodley.

## Discografia

### Album in studio
- 1995 – Lifestylez ov da Poor & Dangerous
- 2000 – The Big Picture

### Album in studio postumi
- 2010 – 139 & Lenox
- 2010 – Return of the Devil's Son
- 2011 – The Danger Zone

### Album live
- 1998 – Live from Amsterdam

### Raccolte
- 1992 – Showbiz Presents: Big L & Silky Black
- 2003 – Harlem's Finest - A Freestyle History
- 2003 – Children of the Corn: The Collector's Edition (con Children of the Corn)
- 2006 – The Archives
- 2012 – L Corleone

### Con i D.I.T.C.
- 2000 – D.I.T.C.